# Панофский, Эрвин
Э́рвин Пано́фский, фамилия передаётся также как Панофски (нем. Erwin Panofsky [panɔʹfski]; 30 марта 1892, Ганновер — 14 марта 1968, Принстон) — выдающийся немецкий и американский историк и теоретик искусства. Один из самых известных представителей иконологического метода изучения изобразительного искусства.

## Биография
Родился в богатой еврейской семье. Его отец Арнольд Панофский (1847—1914) родился в Тарновиц в Силезии (а его семья происходила из Тарнова); мать — Цецилия Золлинг (1858—1926) — была уроженкой Ганновера.
Детские и юношеские годы прошли в Берлине. В 1901—1910 годах учился в Иоахимстальской гимназии, отличавшейся углублённым преподаванием древних языков. Изучал историю искусств и философию в университетах Берлина, Мюнхена и Фрайбурга. В Берлине слушал лекции историка искусства Маргарет Бибер. В 1911 году в берлинском семинаре Г. Вёльфлина Панофский стал заниматься темой «Теоретические аспекты учения об искусстве Альбрехта Дюрера», к которой позднее неоднократно возвращался.
Во Фрайбургском университете посещал лекции основателя факультета истории искусств Вильгельма Фёге, под руководством которого в 1914 году написал свою инаугурационную диссертацию «Теория искусства Дюрера: прежде всего в её отношении к теории искусства итальянцев» (Dürers Kunsttheorie: vornehmlich in ihrem Verhaltnis zur Kunsttheorie der Italiener), опубликованную в следующем году в Берлине под названием «Теоретическое учение об искусстве Альбрехта Дюрера» (Die Theoretische Kunstlehre Albrecht Dürers). Из-за несчастного случая во время верховой езды Панофский был освобожден от военной службы во время Первой мировой войны и использовал это время для посещения семинаров медиевиста Адольфа Гольдшмидта в Берлине.
В 1916 году женился на Доротее (Доре) Моссе (1885—1965), в соавторстве с которой позднее опубликовал книги «Ящик Пандоры» (1956) и «Галерея Одиссея в Фонтенбло» (1958). Академическая карьера Панофского в области истории искусства привела его сперва в Берлинский, а затем в Мюнхенский университеты и, наконец, в Гамбургский университет, где он преподавал с 1920 по 1933 год, с 1926 года как профессор истории искусств. Именно в этот период начали появляться его первые крупные сочинения по истории искусства. Важной ранней работой была «Идея: к истории понятия в теориях искусства от античности до классицизма» (IDEA: Ein Beitrag zur Begriffsgeschichte der älteren Kunstheorie",1924), основанная на трудах философа-неокантианца марбургской школы Эрнста Кассирера.
Впервые Панофский приехал в США в 1931 году в качестве приглашённого профессора Нью-Йоркского университета, а в 1935 году стал профессором истории искусств в Институте перспективных исследований в Принстоне, штат Нью-Джерси. До окончательного отъезда в США Эрвин Панофский работал в Институте Варбурга в Лондоне под началом Фрица Заксля.
После того, как в 1933 году нацисты пришли к власти в Германии, он лишился работы в Гамбурге и постоянно оставался в Соединенных Штатах. Он и его жена входили в «Kahler-Kreis» (интеллектуальный кружок Эриха Калера, объединившего еврейских беженцев из Европы), что положило начало его связям с американскими историками искусства. В США Эрвин Панофский прожил 35 лет и поэтому стал читать лекции и писать по-английски. Преподавал сначала в Нью-Йоркском университете, c 1935 года в Институте перспективных исследований в Принстоне, штат Нью-Джерси (как и физик Альберт Эйнштейн, с которым его связывала долгая дружба). В Принстоне он оставался до конца своей научной карьеры. В 1999 году в жилом комплексе факультета Института был создан «Панофский переулок» (Panofsky Lane), названный в его честь.
Панофский был членом Американской академии искусств и наук (American Academy of Arts and Sciences), Британской академии и ряда других национальных академий. В 1954 году он стал иностранным членом Нидерландской Королевской академии искусств и наук. В 1962 году получил медаль Хаскинса Американской академии медиевистики (Medieval Academy of America, MAA). В 1947—1948 годах Панофский в качестве профессора читал лекции по истории ранней нидерландской живописи в Гарвардском университете.
Панофский был большим другом физиков Вольфганга Паули и Альберта Эйнштейна. Его младший сын, Вольфганг Панофский, стал известным физиком, специализирующимся на ускорителях элементарных частиц. Старший сын, Ганс А. Панофский, стал учёым-метеорологом, преподавал в Университете штата Пенсильвания в течение тридцати лет и ему приписывают ряд достижений в изучении метеорологии. Как рассказывал Вольфганг Панофский, его отец называл своих сыновей «meine beiden Klempner» («два моих водопроводчика»).
После ухода на пенсию в 1962 году Эрвин Панофский продолжал читать лекции, публиковал новые работы. В 1962 году его избирали почётным доктором университета в Западном Берлине.

## Научное творчество Панофского и развитие иконологического метода в искусствознании
Научные работы Эрвина Панофского отличаются проницательностью, эрудицией и богатыми отсылками к литературе, философии и истории. Панофский приобрёл известность в первую очередь своими исследованиями символических образов в изобразительном искусстве Средневековья и эпохи Возрождения. Сначала в статье 1934 года, а затем в работе «Ранняя нидерландская живопись, её происхождение и характер» (Early Netherlandish Painting, Its Origins and Character,1953), Панофский истолковал «Портрет четы Арнольфини» Яна ван Эйка (1434) не только как изображение свадебной церемонии, но и как компендиум множества скрытых символов, указывающих на таинство брака. В последние годы такая интерпретация была поставлена под сомнение, но выводы Панофского о том, что он называл «скрытым» или «замаскированным» символизмом, по-прежнему влиятельны в изучении и понимании искусства Северного Возрождения.
Таким же образом в монографии о Дюрере Панофский дал пространный анализ скрытой символики гравюр «Рыцарь, смерть и дьявол» (1513) и «Меланхолия I», первый из которых основан на интерпретации философского трактата «Оружие христианского воина» Эразма Роттердамского (1501).
Свой метод Эрвин Панофский изложил в работе «Опыты по иконологии» (Studies in Iconology: Humanistic Themes in the Art of the Renaissance, 1939). В этой и последующих работах он развивал исследовательскую методику перехода от «предметного» к «символическому» прочтению изображения, которая в своей основе согласуется со средневековым принципом «интерпретаций». Отсюда его увлечение раннехристианским, византийским и готическим искусством.
В собственной методике иконологического анализа Панофский выделял три структурных уровня:
- Первичное непосредственное зрительное впечатление от произведения искусства;
- Второй, интеллектуальный уровень восприятия произведения путём соотнесения его формы (или элементов форм) с литературными текстами, мифологическими источниками и определение вторичных значений смысла изображения, или «области художественных мотивов» (интенций художественной формы);
- Третий, скрытый от поверхностного наблюдателя уровень восприятия, выявление на этой основе внутреннего смысла (анагогического содержания) как символической ценности в контексте определённого этапа развития культуры («области символических значений»).

«Рассматривая, таким образом, чистые формы, — писал Панофский, — мотивы, образы, сюжеты и аллегории как проявления лежащих в их основе принципов, мы трактуем все эти элементы как то, что Эрнст Кассирер назвал „символическими“ значениями… Выявление и интерпретация этих „символических“ значений (которые обычно не осознаются самим художником и могут даже явно отличаться от того, что он сознательно стремился выразить) составляют предмет иконографии в широком смысле».
Панофский называл мотивами «мир чистых форм, воспринимаемых в качестве носителей первичных, или естественных, значений». Иначе: формы «как таковые», то есть определённое сочетание линий, контуров, объёмов, имеющих буквальный смысл, например: человеческие фигуры, животные, растения… «Перечисление этих мотивов является предиконографическим описанием произведения искусства». В трактовке Панофского «выход» за пределы иконографии конкретного сюжета и есть иконология. Методика иконологической интерпретации представляет собой «восхождение» от конкретно-предметного значения к символическому смыслу.
Критики Панофского упрекали его в том, что он уходит от специфики изобразительного искусства столь далеко, что теряет связь с конкретным произведением и действительным содержанием творческого процесса художника, а также слишком доверяет литературным источникам. В этом метод Панофского действительно противоречит традициям немецкой формальной школы в лице Генриха Вёльфлина. Однако именно благодаря Панофскому понятия «иконография» и «иконология» окончательно определились (ранее их нередко отождествляли).
Одним из примеров успеха иконологического метода является расшифровка Панофским названия картины Никола Пуссена «Аркадские пастухи». На основе анализа многих литературных источников Панофский доказал, что двусмысленную латинскую надпись «Et in Arcadia Ego», которую художник изобразил на саркофаге, будто бы случайно обнаруженном пастухами в счастливой Аркадии (стране, символизирующей неземное блаженство), следует читать не «И я был в Аркадии», а «И я в Аркадии» в значении: «И я, смерть, тоже присутствую в счастливой Аркадии».
Пользуясь своим методом, Панофский в работе «Перспектива как символическая форма» (Perspective as Symbolic Form, 1927) подверг критике традиционное понимание системы ренессансной прямой, или центральной, перспективы (лат. Perspectiva Artificalis — искусственная перспектива), разработанной в XV веке Филиппо Брунеллески и Леоном Баттиста Альберти. По убеждению Панофского, идея геометрических построений изобразительного пространства носит относительный, умозрительный характер и не соответствует, что хорошо знают художники, действительному зрительному восприятию. Эта система связана с мироощущением конкретной эпохи, в которую она создавалась. Так, например, в античном искусстве существовала иная система, а в последующие эпохи создавались новые. Так называемая «прямая линейная перспектива» есть не более, чем «средство выражения, связанное с определённой эпохой».
Метод работы Эрвина Панофского отражён в нескольких вариантах так называемых «таблиц интерпретаций», в которых анализируется объект, вид, средство и контролирующий принцип интерпретаций произведений искусства. Он развивается в сборнике «Значение в визуальных искусствах» (1955), книге «Ренессанс и „ренессансы“ в искусстве Запада» (1960, т. 1—2) и многих других публикациях". Работы Э. Панофского повлияли на социологическую концепцию искусства Пьера Бурдье.
Со временем метод Панофского стал казаться «несколько элементарным» (Ж. Базен). Учёного критиковали за то, что он превратил искусствоведение в «гуманитарную науку» и конкретное произведение искусства его интересует лишь постольку, поскольку оно иллюстрирует тексты Священного писания, а Библия ему интересна «лишь в той мере, в какой её текст напоминает сюжеты „Метаморфоз“ Овидия». Критики также обращали внимание на то, что Панофский обращался лишь к переходным этапам истории искусства и его выводы мало применимы к другим эпохам, а также, что он рассматривал лишь «фигуративное искусство».
Долгое время термины «иконография» и «иконология» отождествляли либо недостаточно подчёркивали различия двух исследовательских методов. В последующее время возникали дискуссии: кого считать истинным «отцом иконологического метода»: Аби Варбурга или Эрвина Панофского. Тем не менее, вклад Панофского в историю и теорию искусства значителен. Его работы противостояли вульгарно-социологическим и позитивистским подходам к изобразительному искусству. У него были верные последователи, прежде всех Шарль де Тольнай и Эдгар Винд.

## Основные публикации
- Идея: к истории понятия в теориях искусства от античности до классицизма" (IDEA: Ein Beitrag zur Begriffsgeschichte der älteren Kunstheorie"). 1924
- Перспектива как символическая форма (Perspective as Symbolic Form), 1927
- Опыты по иконологии: Гуманистические темы в искусстве Ренессанса (Studies in Iconology: Humanistic Themes in the Art of the Renaissance). 1939
- Жизнь и искусство Альбрехта Дюрера (The Life and Art of Albrecht Dürer). 1943
- Аббат Сюжер о церкви аббатства Сен-Дени и её художественных сокровищах (Abbot Suger on the Abbey Church of St.-Denis and its art treasures). 1946
- Готическая архитектура и схоластика (Gothic Architecture and Scholasticism). 1951
- Ранняя нидерландская живопись: Её происхождение и характер (Early Netherlandish Painting: Its Origins and Character). 1953).
- Значение зрительных искусств (Meaning in the Visual Arts). 1955
- Ящик Пандоры: изменяющиеся аспекты мифического символа (совместно с Дорой Панофской; Pandora’s Box: the Changing Aspects of a Mythical Symbol). 1956
- Ренессанс и ренессансы в искусстве Запада (Renaissance And Renascences In Western Art). 1960
- Надгробная скульптура: четыре лекции о её меняющихся аспектах от Древнего Египта до Бернини (Tomb Sculpture: Four Lectures on Its Changing Aspects from Ancient Egypt to Bernini). 1964
- Сатурн и Меланхолия: исследования по истории естествознания, религии и искусства (Saturn and Melancholy: Studies in the History of Natural Philosophy, Religion, and Art). 1964
- Проблемы искусства Тициана, главным образом иконографические (Problems in Titian, mostly iconographic). 1969
- Три эссе о стиле: Что такое барокко?, Стиль и среда в кинофильмах, Идеологические предшественники радиатора Роллс-Ройс (Three Essays on Style: What Is Baroque?, Style and Medium in the Motion Pictures, The Ideological Antecedents of the Rolls-Royce Radiator). 1995
- Мышь, которую Микеланджело не смог вырезать (The Mouse That Michelangelo Failed to Carve). 1964
- Латинские песни (Carmina Latina). 2018

### Публикации на русском языке
- Панофский Э. История искусства как гуманистическая дисциплина // Советское искусствознание. — М., 1988. — Вып. 23.
- Панофский Э. Смысл и толкование изобразительного искусства. Статьи по истории искусства. — СПб.: Академический проект, 1999
- Панофски Э. IDEA: К истории понятия в теориях искусства от античности до классицизма. — СПб.: Аксиома, 1999. — (Классика искусствознания).
- Панофски Э. Перспектива как «символическая форма». — СПб.: Азбука-классика, 2004. — (Художник и знаток).
- Панофски Э. Ренессанс и «ренессансы» в искусстве Запада. — СПб.: Азбука-классика, 2006. — (Художник и знаток).
- Панофски Э. Этюды по иконологии. — СПб.: Азбука-классика, 2009. — (Художник и знаток).
- Панофский Э. Аббат Сюжер и аббатство Сен-Дени // Богословие в культуре Средневековья. — Киев: Путь к истине, 1992.
- Панофский Э. Готическая архитектура и схоластика // Богословие в культуре Средневековья. — Киев: Путь к истине, 1992.